# G.B.F.
G.B.F. (afkorting voor Gay Best Friend) is een Amerikaanse onafhankelijke tienerfilm uit 2013 onder regie van Darren Stein. De film ging in première op het Tribeca Film Festival in 2013 en beleefde in de Verenigde Staten een kleinschalige bioscooprelease in 2014. De film is (nog) niet uitgebracht in Nederland. 

## Verhaal
Tanner Daniels is een introverte homoseksuele tiener die zijn middelbareschooltijd probeert te overleven zonder op te vallen. Hij is goed bevriend met de flamboyante Brent, de grofgebekte lesbienne Sophie en homoseksuele Glenn. Wanneer Brent op Tanners mobiel een profiel aanmaakt op een datingapp voor homoseksuelen en deze wordt gelokaliseerd door homorechtenstrijdster Soledad, wordt Tanner geout in de gehele school. Dit leidt aanvankelijk tot dreigementen van de stoere footballspelers, zoals Hamilton. De populairste meisjes van school, en aartsrivalen Fawcett, 'Shley en Caprice strijden al snel voor de vriendschap van Tanner. Een homoseksuele beste vriend is namelijk dé nieuwste trend en de ambiërende stijliconen kunnen niet achterlopen op deze rage. Tanner is razend op Brent, omdat hij nooit uit de kast hoefde te komen als hij geen datingapp had aangemaakt, en vertelt uit wraak aan Brents moeder over de geaardheid van haar zoon. Hierdoor raakt hij vervreemd van zijn vriendengroep.
Hoewel Tanner niet graag gestereotypeerd wil worden als flamboyante, modebewuste gay, eigent hij zich deze rol toe om onder de bescherming van de meiden te blijven en zodoende dagelijkse vechtpartijen met de sportjongens te ontlopen. De drie meiden hebben elk sterke persoonlijkheden: Fawcett is de 'queen bee' die door elk meisje wordt gevreesd, maar stiekem verlangt naar goede vriendschappen en bovendien zeer goed in scheikunde is. 'Shley is een mormoon die is gefascineerd door de 'zondaar', en zonder het te weten zelf een relatie heeft met een homoseksuele jongen in de kast, 'Topher - die op verschillende gelegenheden strijdt voor de aandacht van Tanner. Caprice is een pittige Afrikaans-Amerikaanse 'drama queen' die profileert in musicals.
Het duurt niet lang voordat Tanner zich realiseert dat hij niet gelukkig is als 'inhoudloos speeltje' van de meiden, en betwijfelt hun integriteit. Hij mist zijn echte vrienden, maar is bang om de populaire meiden te lozen. Bovendien moet hij zich voorbereiden voor 'prom', want naar verwachting zullen hij en Fawcett benoemd worden tot prom king en queen. Dit leidt tot jaloezie bij Caprice, die een antihomoseksueel schoolbal wil organiseren met behulp van de wrok koesterende Brent. Uiteindelijk bekennen Tanner en Brent hoeveel ze elkaar missen en na prom pakken ze hun vriendschap weer op. Ze overwegen om elkaar te zoenen, maar realiseren zich dat ze hun vriendschap niet op het spel willen zetten voor een relatie.

## Rolverdeling
- Michael J. Willett als Tanner Daniels
- Paul Iacono als Brent Van Camp
- Sasha Pieterse als Fawcett Brooks
- Andrea Bowen als 'Shley Osgoode,
- Xosha Roquemore als Caprice Winters
- Molly Tarlov als Sophie Aster
- Evanna Lynch als McKenzie Pryce
- JoJo als Soledad Braunstein
- Derek Mio als Glenn Cho
- Mia Rose Frampton als Mindie
- Taylor Frey als 'Topher
- Megan Mullally als Mevrouw Van Camp
- Natasha Lyonne als Mevrouw Hoegel
- Jonathan Silverman als Meneer Daniels
- Rebecca Gayheart als Mevrouw Daniels
- Horatio Sanz als Directeur Crowe
- Brock Harris als Hamilton